# 2012 en jeu
Chronologie du jeu
- 2008
- 2009
- 2010
- 2011
- 2012
- 2013
- 2014
- 2015
- 2016

Cet article présente les faits marquants de l'année 2012 concernant le jeu.

## Évènements
- Création du World Chase Tag par Christian Devaux[1] en vue d'organiser des championnats du monde de jeu du chat.

### Compétitions
- 19 mai : à Tokyo, la polonaise Karolina Styczyńska devient la première joueuse amateur non-japonaise à battre une professionnelle de shogi.
- 30 mai : à Moscou, l’Indien Viswanathan Anand remporte aux échecs le championnat du monde l’opposant à l’Israélien Boris Guelfand et conserve ainsi son statut de champion.
- 12 août : l’Américain Michael A. Binder remporte le XXIIe championnat du monde de Diplomatie à Chicago devant ses compatriotes Don Scheifler et Matthew Shields.
- 16 septembre : l’Autrichien Herbert Schager remporte le IXe championnat du monde des Colons de Catane à Valley Forge.
- Octobre : le Tchèque Martin Mojžiš remporte le VIIe championnat du monde de Carcassonne à Essen.
- 10 novembre : le Japonais Yusuke Takanashi remporte le XXXVIe championnat du monde d’Othello à Leeuwarden.
- 2 décembre : le Français Gwen Maggi remporte le XXVIIIe Championnat de France de Diplomatie à Paris devant ses compatriotes Fabien Loreau et Pascal Maguy[2].

## Récompenses
- Spiel des Jahres : Kingdom Builder
- As d'or : Takenoko